# Негославци
Негославци (на хърватски: Negoslavci) е село и община в източната част на Хърватия. То се намира в Вуковарско-сремска жупания. През 2001 в селото е имало 1466 жители. Мнозинството от населението са сърби.